# Carole Jordan
Dame Carole Jordan DBE, (* 19. Juli 1941) ist eine britische Astronomin und Astrophysikerin.

## Leben
Nach ihrer Promotion auf dem Gebiet der Sonnenforschung, speziell zur Identifikation von Spektrallinien von Eisen und anderen Elemente im Sonnenspektrum sowie damit zusammenhängender physikalischer Erscheinungen in der Sonnenkorona, war Carole Jordan von 1966 bis 1969 Assistant Lecturer am Department of Astronomy des University College London. Anschließend war sie bis 1976 in verschiedenen Positionen in der Astrophysics Research Unit, die der UKAEA in Culham angeschlossen war, tätig. 1976 wurde sie Wolfson Tutorial Fellow am Somerville College der Universität Oxford. 1996 wurde sie ordentlicher Professor in Oxford. Von 2003 bis zu ihrer Emeritierung 2008 war sie Leiterin des Rudolf Peierls Centre for Theoretical Physics.
Jordan leistete bahnbrechende Beiträge zur Sonnen- und stellaren Forschung, insbesondere zur Analyse von Spektren im Röntgen- und Ultraviolett-Bereich als plasmadiagnostische Methode. Sie ist eine Pionierin der Berechnungen, die erforderlich waren, um die relativen Teilchendichten von Elementen in verschiedenen Ionisierungsstadien zu bestimmen. Während sie sich zu Anfang ihrer akademischen Karriere Mitte der 1960er Jahre auf die Untersuchung der Sonnenkorona und der Chromosphäre konzentrierte, wandte sie sich später der Analyse von Sternspektren zu, dabei die von Weltraumteleskopen übermittelten Ergebnisse (International Ultraviolet Explorer und Hubble-Teleskop) nutzend.

## Auszeichnungen und Ehrungen
1990 wurde sie Fellow der Royal Society. 1993 wurde sie zum ordentlichen Mitglied der Academia Europaea gewählt. Von 1994 bis 1996 war sie die erste Präsidentin der Royal Astronomical Society, mit deren Goldmedaille sie 2005 ausgezeichnet wurde. Am 26. Juli 2000 wurde der Asteroid (8078) Carolejordan nach ihr benannt. 2006 wurde sie Dame Commander des Order of the British Empire (DBE). Sie ist Ehrenmitglied (Honorary Fellow) des Institute of Physics.

## Schriften (Auswahl)
- Carole Jordan: The relative abundance of silicon, iron and nickel in the solar corona. In: Monthly Notices of the Royal Astronomical Society. Band 132, 1966, S. 463–470.
- Carole Jordan: The relative abundance of iron in the solar corona. In: Monthly Notices of the Royal Astronomical Society. Band 132, 1966, S. 515–526.
- Carole Jordan: The ionization equilibrium of elements between carbon and nickel. In: Monthly Notices of the Royal Astronomical Society. Band 142, 1969, S. 501–521.
- A. H. Gabriel, C. Jordan: Interpretation of solar helium-like ion line intensities. In: Monthly Notices of the Royal Astronomical Society. Band 145, 1969, S. 241–248.
- Carole Jordan: The intensities of helium lines in the solar EUV spectrum. In: Monthly Notices of the Royal Astronomical Society. Band 170, 1975, S. 429–440.
- R. G. Evans, C. Jordan, R. Wilson: Observations of chromospheric and coronal emission lines in F stars. In: Monthly Notices of the Royal Astronomical Society. Band 172, 1975, S. 585–602.
- Carole Jordan: Applications of Atomic Physics to Astrophysical Plasmas. In: W. Hanle, H. Kleinpoppen (Hrsg.): Progress in Atomic Spectroscopy, Part B. Springer, Boston, MA 1979, ISBN 978-1-4613-3937-3, S. 1453–1483, doi:10.1007/978-1-4613-3935-9_18.